# Ras El Aioun
Ras El Aioun (în arabă رأس العيون) este o comună din provincia Batna, Algeria.
Populația comunei este de 22.551 de locuitori (2008).